# Lotario II d'Italia
Lotario II, noto anche come Lotario di Arles (925 circa – Torino, 22 novembre 950), fu Re d'Italia dal 947 al 950.

## Origine

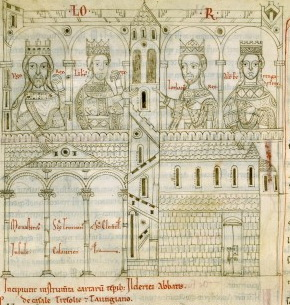
Quattro re d'Italia dal Chronicon Casauriense, manoscritto del XII secolo.

Unico legittimo figlio maschio del marchese del regno di Provenza e poi Re di Provenza, pur mantenendo il titolo di Marchese e Re d'Italia, Ugo d'Arles e di Ada o Hilda, di cui non si conoscono gli ascendenti, come conferma il cronista, Liutprando da Cremona, Vescovo di Cremona, il quale però precisa che era di origine germanica (ex Francorum genere Teutonicorum uxore acceperat, nomine Aldam). Il matrimonio dei suoi genitori è confermato anche nel documento della fondazione del monastero di San Pietro, del 924. Ugo di Provenza o di Arles era il figlio primogenito del conte di Arles, Tebaldo (ca 860-895) e di Berta di Lotaringia (863-925), figlia terzogenita del re di Lotaringia Lotario II e della seconda moglie, Waldrada (scomunicata in quanto considerata concubina, da papa Nicola I), quindi nipote dell'imperatore Lotario I (Ugo menzionò i propri genitori, Tebaldo e Berta nel documento della fondazione del monastero di San Pietro, del 924 ed in una donazione dell'8 marzo 934).

## Biografia

Il mondo carolingio durante l'interregno imperiale.

Secondo il Regum Italiæ et Imperatorum Catalogi, ex codice Ambrosiano O. 53, Lotario era già nato quando suo padre, Ugo era divenuto re d'Italia e, sempre secondo tale fonte, Lotario fu associato al trono di suo padre da quello stesso 926. Secondo il cronista, Liutprando da Cremona, Lotario fu associato al trono nel 937.
In quell'anno (937), il 12 dicembre, secondo Liutprando, suo padre, Ugo aveva sposato Berta di Svevia (907- dopo il gennaio 966), detta la Filandina, figlia del duca di Svevia e di Sassonia, Burcardo II e vedova di Rodolfo II di Borgogna, che aveva sposato nel 922 (confermato anche dagli Annales Sangallenses maiores; mentre il figlio di Ugo, Lotario veniva fidanzato alla figlia di Berta e Rodolfo, Adelaide.
Nel 941, quando il più grande feudatario del regno d'Italia era rimasto il marchese d'Ivrea, Berengario, che riuniva tutta l'Italia nord-occidentale, suo padre, Ugo, tornò in Lombardia e riuscì a riappacificarsi con i conti che gli si erano ribellati, con l'intento di catturare Berengario ed accecarlo. Berengario che, secondo Liutprando, era stato preavvertito dal co-reggente Lotario II, insieme al figlio Adalberto, riuscì ad evitare la cattura e, passando dal Gran San Bernardo, a riparare in Germania, presso il duca di Svevia, Ermanno I, che lo condusse dal re di Germania, Ottone I di Sassonia, che pur non facendo nulla per Berengario, rifiutò di consegnarlo ad Ugo.
Nel 945, Berengario rientrò in Italia, attraverso la Val Venosta dirigendosi su Verona, governata dal conte Milone. Il nipote di Ugo, Manasse di Arles, che reggeva l'arcivescovado di frontiera di Trento, tradì lo zio e passò a Berengario.
Allora, a cominciare dal conte Milone, ci fu una diserzione generale, guidata dall'arcivescovo di Milano, e Lotario II, da Pavia, dal padre Ugo, fu inviato a Milano, a supplicare i ribelli, che commossi lo nominarono unico re. Ma poco dopo, nel 946, il marchese d'Ivrea, Berengario, che aveva catturato suo padre Ugo, lo aveva rimesso sul trono, come co-reggente, mentre lo stesso Berengario, con la carica di Sommo Consigliere, deteneva realmente il potere.
Umiliato, stanco e malato, all'inizio del 947, suo padre Ugo, che sarebbe morto in quello stesso anno, ottenne il permesso di abdicare e, lasciando il figlio, Lotario II, unico re d'Italia, fece ritorno in Provenza, con il tesoro del regno d'Italia. Il governo del regno d'Italia però era già retto dal Sommo Consigliere, Berengario e secondo Liutprando, Lotario era re solo di nome.
In quello stesso anno (947), nel tentativo di riappacificare l'Italia con lo stato confinante (il regno di Arles), Lotario, dopo un fidanzamento di dieci anni, sposò la sedicenne Adelaide, figlia di Rodolfo II di Borgogna e di Berta di Svevia e sorella del re Corrado il pacifico.
Lotario morì, nel 950, probabilmente avvelenato da Berengario che gli succedette sul trono, il 15 dicembre. Fu sepolto nella cappella di San Giorgio, allora posta all'esterno della Basilica di Sant'Ambrogio. Berengario avrebbe voluto che Adelaide, la vedova di Lotario, si unisse in matrimonio con il suo figlio primogenito, Adalberto; in particolare, la moglie di Berengario, Willa si sarebbe comportata con crudeltà nei confronti di Adelaide di Borgogna, vedova di Lotario II, che, fu imprigionata per volere di Willa stessa, nel 951, a Como. Adelaide, invece, fuggita dalla prigione, richiese la protezione del re di Germania, Ottone I con il quale, secondo il cronista, Flodoardo, si sposò, in seconde nozze, a Pavia, in quello stesso anno (951). Il re di Germania, tuttavia, riconobbe la successione di Berengario sul trono d'Italia.

## Discendenza
Lotario e Adelaide ebbero una figlia:
- Emma (948- dopo il 988), la quale, secondo Flodoardo andò in sposa nel 966 a Lotario di Francia[23], nel tentativo di Ottone di legare a sé il Regno di Francia.

## Ascendenza
|                     |   |                          | Genitori            |  |  | Nonni |  |  | Bisnonni           |  |  | Trisnonni         |  |
|                     |   |                          |                     |  |  |       |  |  | Uberto del Vallese |  |  | Bosone il Vecchio |  |
|                     |   |                          |                     |  |  |       |  |  | Uberto del Vallese |  |  | Bosone il Vecchio |  |
|                     |   | …                        |                     |  |  |       |  |  | Uberto del Vallese |  |  |                   |  |
| Tebaldo d'Arles     |   |                          |                     |  |  |       |  |  | Uberto del Vallese |  |  |                   |  |
|                     |   | …                        | …                   |  |  |       |  |  |                    |  |  |                   |  |
|                     |   | …                        | …                   |  |  |       |  |  |                    |  |  |                   |  |
|                     |   | …                        | …                   |  |  |       |  |  |                    |  |  |                   |  |
| Ugo d'Italia        |   | …                        |                     |  |  |       |  |  |                    |  |  |                   |  |
|                     |   | Lotario II di Lotaringia | Lotario I           |  |  |       |  |  |                    |  |  |                   |  |
|                     |   | Lotario II di Lotaringia | Lotario I           |  |  |       |  |  |                    |  |  |                   |  |
|                     |   | Lotario II di Lotaringia | Ermengarda di Tours |  |  |       |  |  |                    |  |  |                   |  |
| Berta di Lotaringia |   | Lotario II di Lotaringia |                     |  |  |       |  |  |                    |  |  |                   |  |
|                     |   | Waldrada di Wormsgau     | …                   |  |  |       |  |  |                    |  |  |                   |  |
|                     |   | Waldrada di Wormsgau     | …                   |  |  |       |  |  |                    |  |  |                   |  |
|                     |   | Waldrada di Wormsgau     | …                   |  |  |       |  |  |                    |  |  |                   |  |
| Lotario II d'Italia |   | Waldrada di Wormsgau     |                     |  |  |       |  |  |                    |  |  |                   |  |
|                     | … | …                        |                     |  |  |       |  |  |                    |  |  |                   |  |
|                     | … | …                        |                     |  |  |       |  |  |                    |  |  |                   |  |
|                     | … | …                        |                     |  |  |       |  |  |                    |  |  |                   |  |
| …                   | … |                          |                     |  |  |       |  |  |                    |  |  |                   |  |
|                     |   | …                        | …                   |  |  |       |  |  |                    |  |  |                   |  |
|                     |   | …                        | …                   |  |  |       |  |  |                    |  |  |                   |  |
|                     |   | …                        | …                   |  |  |       |  |  |                    |  |  |                   |  |
| Hilda               |   | …                        |                     |  |  |       |  |  |                    |  |  |                   |  |
|                     |   | …                        | …                   |  |  |       |  |  |                    |  |  |                   |  |
|                     |   | …                        | …                   |  |  |       |  |  |                    |  |  |                   |  |
|                     |   | …                        | …                   |  |  |       |  |  |                    |  |  |                   |  |
| …                   |   | …                        |                     |  |  |       |  |  |                    |  |  |                   |  |
|                     |   | …                        | …                   |  |  |       |  |  |                    |  |  |                   |  |
|                     |   | …                        | …                   |  |  |       |  |  |                    |  |  |                   |  |
|                     |   | …                        | …                   |  |  |       |  |  |                    |  |  |                   |  |
|                     |   | …                        |                     |  |  |       |  |  |                    |  |  |                   |  |

### Fonti primarie
- (LA)  Monumenta Germanica Historica, Scriptores, tomus I.
- (LA)  Annales Bertiniani.
- (LA)  Rerum Gallicarum et Francicarum Scrptores tomus IX.
- (LA)  Recueil des Chartes de l'Abbaye de Cluny, tome I.
- (LA)  Recueil des Chartes de l'Abbaye de Cluny, tome II.
- (LA)  Monumenta Germaniae Historica, Scriptores, tomus III.

### Letteratura storiografica
- C. W. Previté-Orton, "L'Italia nel X secolo", cap. XXI, vol. II (L'espansione islamica e la nascita dell'Europa feudale) della Storia del Mondo Medievale, 1999, pp. 662–701.
- Louis Halphen, "Il regno di Borgogna", cap. XXV, vol. II (L'espansione islamica e la nascita dell'Europa feudale) della Storia del Mondo Medievale, 1999, pp. 807–821.